# Манзы
 Манзы  (кит. упр. 蛮子, пиньинь mánzi, палл. маньцзы) — китайское население Уссурийского края во второй половине XIX — начале XX веков. Понятие «манза» в первую очередь означало оседлых китайцев, постоянно проживавших в крае на момент его присоединения к России, в широком смысле — всех уссурийских китайцев, включая сезонных отходников из соседней Маньчжурии и трудовых мигрантов, прибывавших морским путём из Шаньдуна.

## Происхождение и значение названия

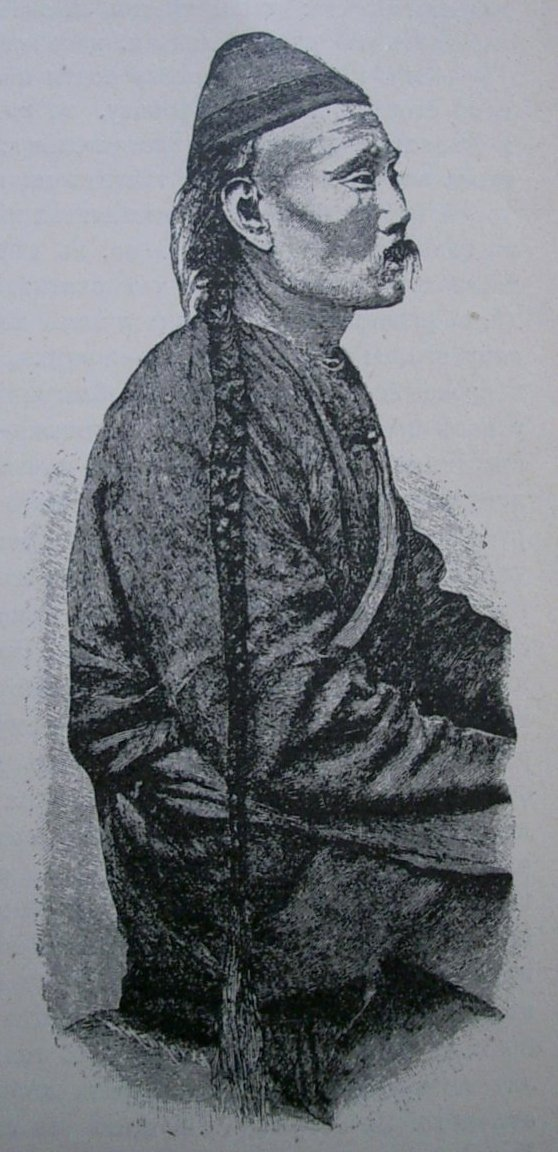
Манза, 1890-е гг

Одно из первых толкований термина «манза» можно найти у Н. М. Пржевальского: «Слово „манза“ на китайском языке значит „бродяга“». Перевод, предложенный путешественником, вызвал возражение у архимандрита Палладия:

По мнению г. Пржевальского, по-китайски Маньцзы значит: бродяга. Могу уверить, что это слово не имеет такого значения, ни в буквальном, ни в переносном смысле… Туземцы Маньчжурии дали китайским вольным промышленникам название Маньцзы, как китайским выходцам, не более. Маньцзы есть слово старинное; Мань в древности были инородцы Южного Китая. Впоследствии монголы, овладев сначала Северным Китаем, назвали южных китайцев, бывших под властью дома Сун, из презрения Маньцзами, в смысле помеси китайцев и инородцев. С тех пор это название существовало долгое время и часто упоминается в корейской истории. Труднее решить, почему это название обобщилось и стало прилагаться в Уссурийском крае вообще к китайским выходцам…,не лучше ли объяснить это капризами простонародья, которое не слишком придерживается этнографических различений.

По мнению В. К. Арсеньева, «название „маньцзы“… значит полный или свободный сын», либо выходец из Маньчжурии. Сами манзы часто называли себя паотуйцзы (букв. «бегущие ноги», кит. упр. 跑腿子, пиньинь pǎotuǐ zi), что по-китайски означает «беглец, бродяга». Интересно, что в современном китайском паотуйцзы имеет значение «холостяк». Данное прозвище было лишено негативной окраски. Исследователь китайской топонимики российского Дальнего Востока Ф. В. Соловьев в 1975 г. писал: «Маньцзы — „южные варвары, китайцы“. Этим именем северные китайцы называли южных. В Маньчжурии местное население называло термином „маньцзы“ выходцев из Шаньдунской провинции». В настоящее время имеют место оба толкования — как близкое к мнению Палладия, так и отождествляющее слово «маньцзы» с понятием бродяжничества.

## Социальная характеристика
В 1869 г. Н. М. Пржевальский писал: «Большая часть этих китайцев или были сосланы сюда за разные преступления, или просто бежали из своего отечества… Впрочем, между такими ссыльными и беглыми есть много и свободных китайцев, добровольно приходящих в наш край для ловли морской капусты и трепангов, промывки золота, звериной охоты и т. п.» О преобладании среди манз «беглых» пишет также М. И. Венюков. В XVIII-нач. XIX вв. цинские власти действительно практиковали ссылку уголовных преступников в отдалённые районы Маньчжурии. В этот период территория Уссурийского края, формально относившаяся к Китаю по условиям Нерчинского договора 1689 г., фактически не осваивалась и не контролировалась властями Цинской империи. Доступность края с территории Маньчжурии приводила к оттоку туда части ссыльных. При высылке из внутренних районов Китая преступникам запрещалось брать с собой семьи и вступать в брак на месте. Этим объясняется тот факт, что ещё в 1860-х гг. женщины редко встречались среди манз. «Все китайцы, живущие в наших владениях, считаются в Пекине беглыми или ссыльными; не имеют права брать с собой семейства и потому целые селения наполнены холостяками». Первая китаянка на территории Уссурийского края была замечена русскими военными в конце июня 1868 г. в одном из селений в верховьях р. Мо (в современном Михайловском районе Приморского края). Корреспондент газеты «Русские ведомости» Д. И. Шрейдер в 1897 г. писал, что за 3 года пребывания в Уссурийском крае он видел там всего троих «маленьких китайчат», нелегально вывезенных из Китая отцом — состоятельным манзой. По мере роста китайского населения Маньчжурии свободные выходцы в Уссурийском крае стали преобладать над беглыми ссыльными.
Между манзами преобладали выходцы из Маньчжурии и северных провинций Китая — Чжили и Шаньдуна. Начальник Владивостокского поста Е. С. Бурачёк в 1861 г. отметил, что манзы в окрестностях Владивостока говорят на шаньдунском диалекте китайского языка. Культурный уровень уссурийских китайцев в среднем был весьма низок, однако наблюдались и исключения: Е. С. Бурачёк в 1861—1862 гг. изредка встречал в манзовских фанзах китайские картины и книги; он же упоминает в своих записках манзу, который был уроженцем Пекина и знал более 4 тыс. иероглифов.

## Численность манз

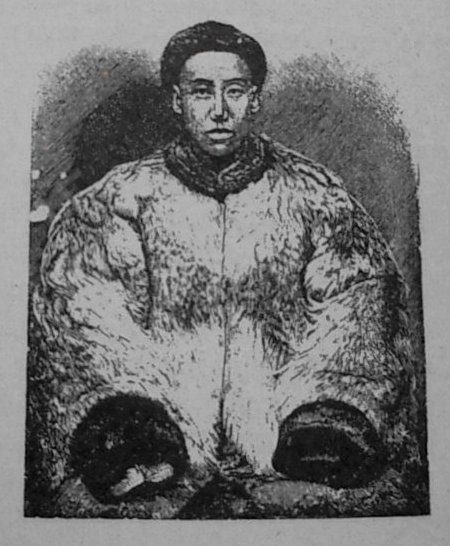
Манза в зимней одежде, 1890-е гг

Попытки определить численность манзовского населения края после его присоединения к России столкнулись с серьёзными трудностями (пересечённая местность в районах расселения китайцев, отсутствие путей сообщения, нежелание манз идти на контакт с русскими властями, нехватка административного персонала, языковой барьер, постоянная миграция китайцев между Уссурийским краем и Маньчжурией и др.). Сохранившиеся статистические данные отражают скорее динамику китайского населения края, нежели его реальную численность. В 1846 г. французский миссионер Де ла Брюньер оценивал китайское население бассейна реки Уссури примерно в 200 чел. По данным И. П. Надарова, в 1860 г. в Уссурийском крае проживало 872 китайца, из которых 40 % владели фанзами, а остальные 60 % являлись работниками. По другим сведениям, в 1860 г. в Приморской области насчитывалось примерно 2-3 тысячи китайских подданных, из которых около 900 человек проживали оседло по притокам Уссури, а остальные вели кочевой образ жизни, занимаясь промыслами. К середине 1860-х гг. в Уссурийском крае имелось около 340 китайских фанз с населением до 900 человек, из которых 350 человек жило в бассейне Уссури южнее озера Ханка. Первая попытка переписи китайского населения края была предпринята в 1869 г. и зафиксировала 1797 мужчин и 210 женщин постоянно проживавших манз, почти половина из них в Ханкайском округе. Известен комментарий В. В. Крестовского относительно вышеприведённых цифр: «Требуется поголовная перепись Манзов, чтобы знать, сколько их в крае. Шлется окружному предписание — и ведомость составляется, но как? Либо приблизительно, по справке пограничного комиссара о числе выданных им паспортных билетов, либо и того ещё проще — по слухам… Таким образом и выходит, что по официальным сведениям число Манзов в крае в 1869 г. простиралось лишь до 1797, тогда как всем известно, что в одном Владивостоке их проживало до 5 тысяч» К 1867 г. относится следующее наблюдение Н. М. Пржевальского: «Во время следования из Новгородской гавани в гавань Св. Ольги и оттуда на р. Усури, я встречал более скученное китайское население на рр. Цыму-хэ, Шито-хэ, Сучане, Та-Суду-хэ, Та-уху, Пхусун, Тазешу, Лифудин. Цифру же этого населения и число фанз не могу определить даже приблизительно, так как я проходил только поперек этих рек, а от китайцев никогда нельзя узнать правды. Только две последние реки, то есть Тазешу и Лифудин, я прошел каждую от истока до устья, и видел на первой до 35, а на второй до 25 фанз. В каждой из них живет, приблизительно 8-10 человек, так что на первой реке, вероятно, обитает около 300, а на второй около 200 человек китайцев».
В различных русских источниках можно найти самые разные цифры численности манзовского населения Приморья в 1860-х гг. — от 4-5 тыс. до 40 тыс. человек.

## Районы традиционного расселения

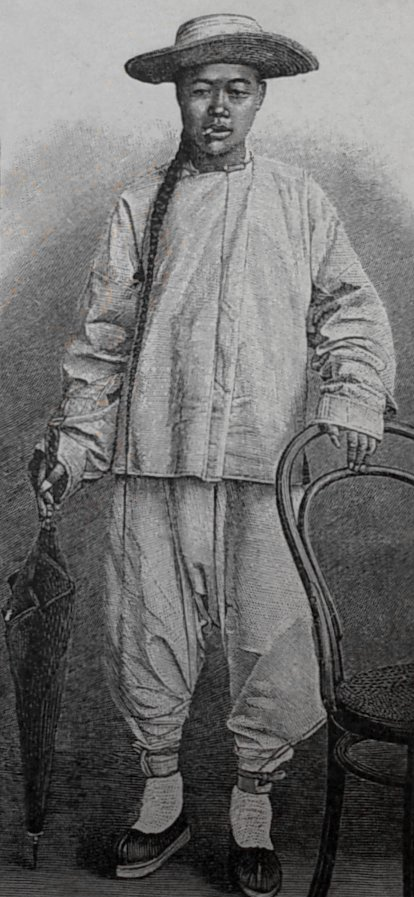
«Европеизированный» китаец из Владивостока, нач.1890-х гг.

В 1860-х годах манзы компактно проживали в южных, наиболее плодородных районах края. В юго-западной части Приморья китайцы занимали пограничную полосу от современного пролива Турий Рог до залива Посьета, а также Приханкайскую низменность. В центральной части — долину реки Суйфун и, в меньшей степени, — рек Даубихэ и Улахэ (верхнее течение Уссури). В юго-восточной части края манзовское население тяготело к долинам рек Сучан и Цемухэ. Кроме того, жилища манз встречались по берегам залива Петра Великого и Японского моря во всех местах, пригодных для промысла трепанга и морской капусты. На островах Аскольд и Путятин в летние месяцы селились манзы-золотоискатели. В 1873 году М. И. Венюков отмечал, что оседлые манзы живут «главным образом в Суйфунском и отчасти в Аввакумовском округах» края. В 1885 г. администрацией Приамурского генерал-губернаторства были приняты меры к удалению манз из долины Сучана, при этом часть китайцев переселилась в окрестности залива Ольги. К концу 1880-х гг. наметился некоторый отток манз в верховья р. Уссури и её истоков (Даубихэ и Улахэ), где китайцы почти не подвергались русскому контролю. Так, в октябре 1888 г. сотник Мунгалов, прошедший по долине р. Улахэ от урочища Анучино до станции Бельцовой, только в 4 деревнях насчитал более 260 манз.
В северной части Уссурийского края (включая долину реки Уссури от озера Ханка до устья) китайское присутствие было незначительным: И. П. Надаров в нач. 1880-х гг. насчитывал здесь всего 85 китайских фанз с населением в 256 чел.

### Городское население

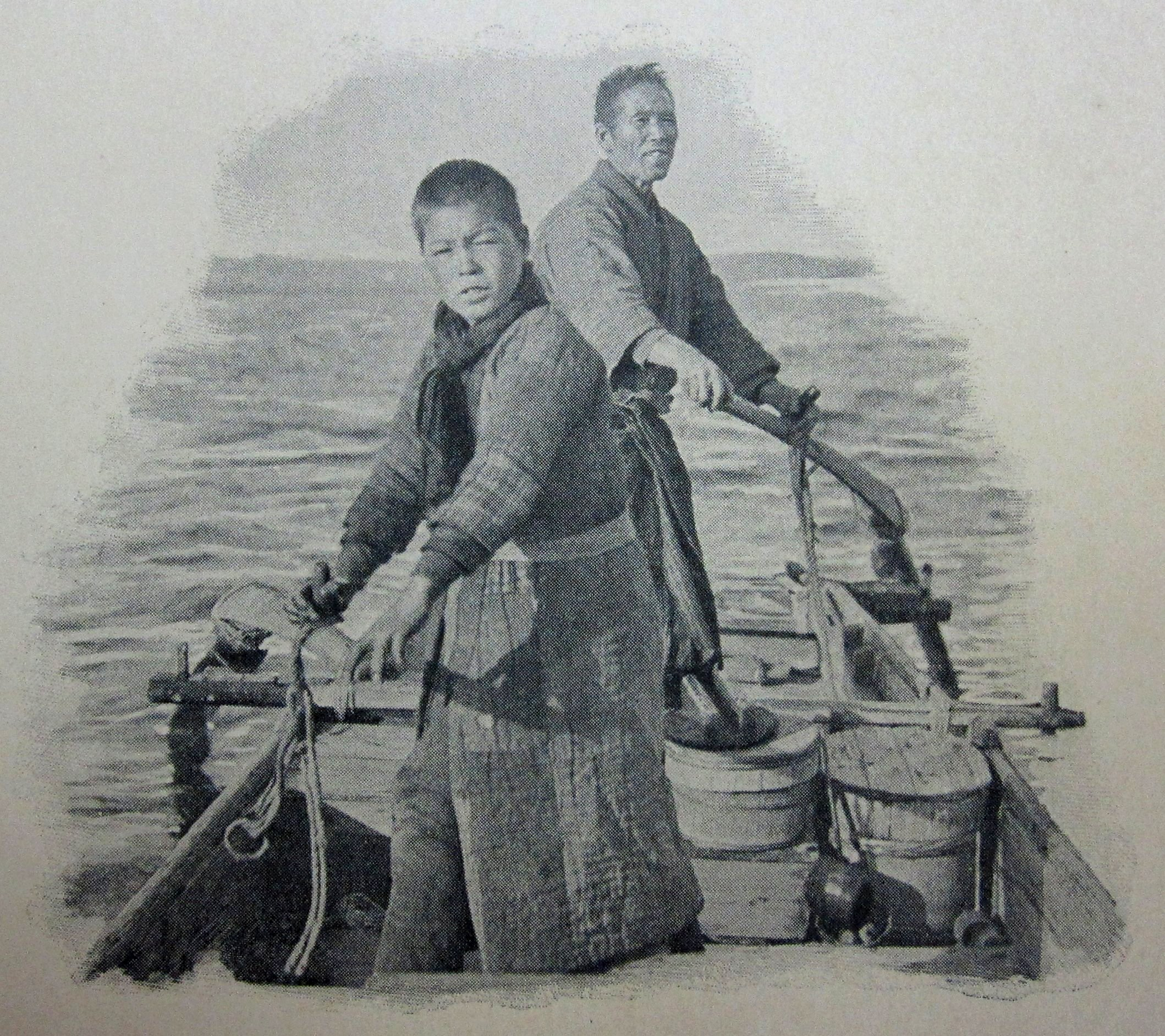
Китайцы-лодочники, нач. XX в.

В 1859 г. на месте Уссурийска стояло несколько фанз, принадлежавших богатому манзе Цзоу Пэйчжэню (см. ниже). Во Владивостоке число фанз постоянно проживающих китайцев выросло с 2 в 1860 г. до 20 в 1867 г. В 1875 г., в связи со строительством нового городского рынка, манзам было впервые предписано селиться в районе Семёновского покоса (близ современной Спортивной гавани), что дало толчок возникновению будущего китайского квартала, или Миллионки.
Резкий рост городского населения в крае в 1870-х гг. вызвал появление класса манз-огородников, снабжавших обывателей зеленью и овощами. Нередко горожане-землевладельцы сдавали свои участки манзам на 1—2 года под огороды, взамен китайцы были обязаны очистить землю от камней, выровнять участок и обнести его оградой. В 1877 г. владивостокская полиция пресекла массовую драку между китайцами и корейцами, делившими таким образом городской овощной рынок. Помимо огородничества, городские манзы держали мелкую торговлю и ломовой извоз, занимались доставкой воды и дров в жилые дома; весной продавали ландыши (2—3 коп. за букетик), осенью — грибы и ягоды, а зимой — рыбу, добытую подлёдным ловом в прибрежной акватории. Манзы-лодочники оказывали услуги по перевозке пассажиров в черте Владивостока (перевоз через бухту Золотой Рог стоил не более 10 коп.).

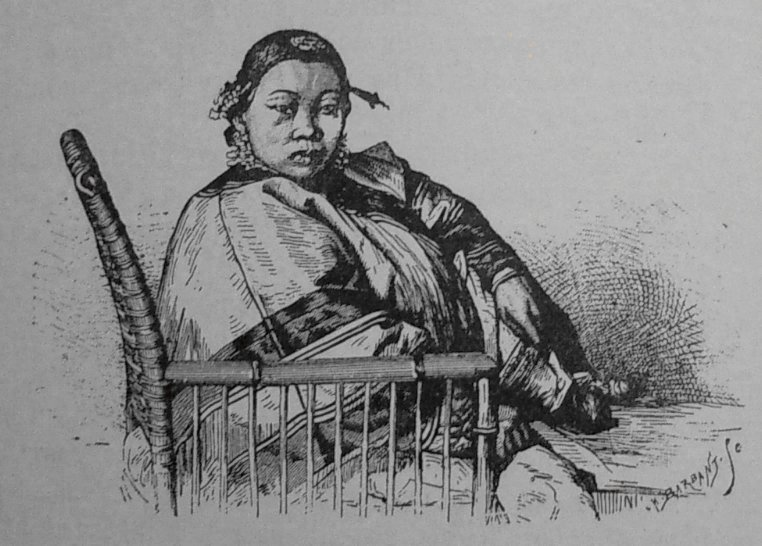
Зажиточная китаянка из Владивостока, 1890-е гг.

За исключением торговой элиты, манзы практически не участвовали в городской общественной жизни. В 1897 г. китайцы участвовали в поднесении почётного адреса военному губернатору Приморской области П. Ф. Унтербергеру, в том же году их представители присутствовали на открытии во Владивостоке отделения Русско-китайского банка. В честь коронации Николая II китайское купечество собрало 10 тыс. рублей на создание во Владивостоке новой школы. Это учебное заведение открылось 27 октября (9 ноября) 1897 г. как Городское приходское училище. Несмотря на то, что 10 % мест в нём было зарезервировано для китайцев, желающих из числа манз долгое время не находилось.
Большинство манз пренебрегало санитарными нормами, принятыми среди русских горожан. В местах компактного проживания китайцев были распространены азартные игры и опиекурение. В зимние месяцы китайское население городов Приморья увеличивалось за счёт промысловиков, покинувших тайгу, но не имевших средств для выезда в Китай. Все эти факторы осложняли криминогенную обстановку в городах. Уже в 1884 г. Владивостокская городская управа, с одобрения городской думы, выработала первый проект образования особого китайского квартала. Были выработаны правила, утверждённые Приамурским генерал-губернатором А. Н. Корфом. В течение последующих 10 лет владивостокским властям удалось выселить незначительное число манз на участки в Куперовской пади. В 1890-х гг. обязательные постановления о создании китайских кварталов были приняты в Никольске-Уссурийском и всех крупных городах Приамурского генерал-губернаторства. Эти решения встретили протест не только китайских, но и русских домовладельцев (последние дорожили жильцами-китайцами, так как те приносили прибыль, не требуя расходов на ремонт и содержание жилья). Вопрос о городских постановлениях в отношении китайцев рассматривался Сенатом, получившим заключение МВД об их незаконности. В итоге «чайнатауны» были созданы согласно Высочайшему повелению от 29 сентября 1902 г., даровавшему городам российского Дальнего Востока соответствующее право.

## Уклад жизни и традиционные занятия

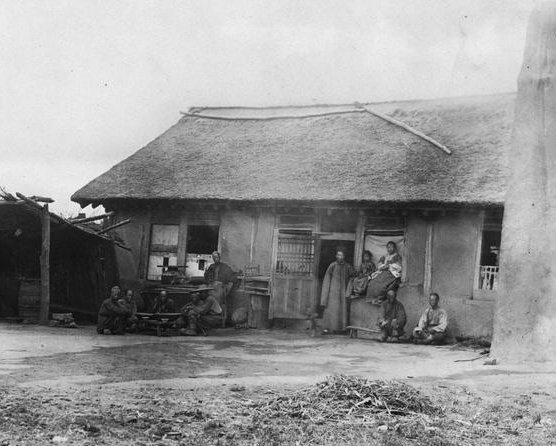
Манзовская фанза, ок.1875 г. Фото В. В. Ланина

Манзы жили группами (по М. И. Венюкову — «артелями») из 8—10 и более человек, образуя селения или отдельные хутора. Манзы-одиночки встречались реже и селились либо в промысловых районах тайги, либо на путях сообщения, где их жилища играли роль постоялых дворов. Традиционное жилище, фанза (кит. упр. 房子, пиньинь fángzi, палл. фанцзы) ничем не отличалась от аналогичных построек в Маньчжурии. Она представляла собой прямоугольное в плане одноэтажное здание длиной 12-14 м и шириной до 8 м. Основу фанзы составляла конструкция из деревянных опорных столбов и балок, стены возводились из самана. Встречались фанзы с глиняными стенами, основу которых составлял плетень. Двускатная кровля покрывалась соломой. Вход в фанзу находился с солнечной стороны, там же проделывалось 2—3 окна, заклеенных промасленной бумагой. Внутри фанзы имелась перегородка, делившая её на хозяйскую часть и помещение для работников. Вдоль одной из продольных стен (реже вдоль обоих) во всю длину фанзы шла глиняная лежанка-кан (кит. упр. 炕, пиньинь kàng, палл. кан) высотой около 70 см. Кан покрывался соломенными циновками или звериными шкурами. Внутри кана проходил дымоход, сложенный из плоских камней и начинавшийся от очага, сложенного у поперечной стены в общем отделении дома. Вмазанный в очаг железный котёл служил обитателям фанзы для приготовления пищи. Горячие угли из очага высыпались на особое возвышение — угольник, — и использовались для раскуривания трубок, подогревания воды, просушки одежды и т. п. В редких случаях огонь разводился прямо на угольнике, при этом дым выходил через открытую дверь. Находясь внутри жилища, манзы почти всё время проводили на кане. Фанза не имела потолка, поперек стен укладывалось несколько жердей для развешивания одежды, шкур и т. п. У стен, не занятых канами, устраивали рундуки для хранения личных вещей и припасов.

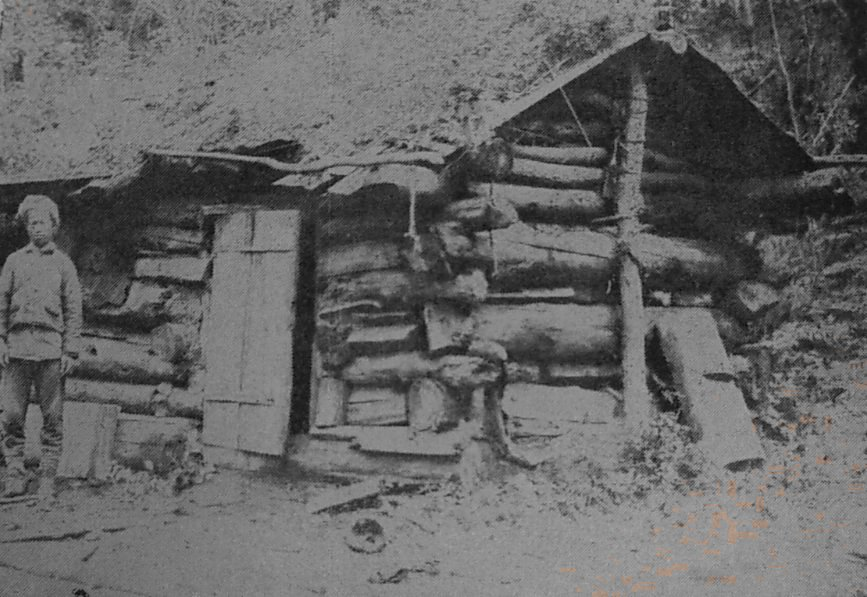
Зверовая фанза в Уссурийской тайге, нач. XX в.

Каждая фанза имела пристройки, в которых хранились продукты и годовой запас дров. Богатая фанза могла иметь собственную мельницу, жернова которой приводились в движение быками, несколько хозяйственных построек, а также кумирню, то есть домашнее святилище. Бывали летние фанзы при отдалённых сельхозугодьях, а также таёжные промысловые становища. В последних можно было встретить срубные жилища, заимствованные у русских. В отсутствие хозяев сезонные жилища не запирались и использовались случайными путниками, которые могли делать заимствования из хранящихся в фанзе припасов.

### Рацион
Основу повседневного рациона манз составляли мучные (паровой хлеб, лапша, пельмени) и крупяные (каши) блюда, бобовые и овощи (картофель, пекинская капуста, огурцы, зелень). В пищу также употреблялись грибы (исключительно древесные), свинина, курятина, яйца, рыба и морепродукты. Русских шокировала готовность, с которой манзы употребляли в пищу мясо любого животного, включая тушки пушных зверей, барсуков и даже крыс. Ввиду дороговизны привозного чая большинство манз пило горячую воду, которая имелась в фанзе в любое время. Каждый приём пищи сопровождался употреблением ханшина (сули) — крепкой китайской водки. Пища приготовлялась без соли, но подавалась с солёными и острыми приправами на основе лука, чеснока, перца и зелени. Зажиточные манзы питались три раза в день. Один из обитателей богатой фанзы выполнял обязанности повара, отвечавшего за расход продуктов, приготовление пищи и приправ. Манзы-бедняки стряпали самостоятельно, в больших количествах употребляя в пищу кукурузу и тыкву. Большинство потребляемых продуктов манзы производили сами, исключения составляли чай, сахар (в тайге заменявшийся диким мёдом), кунжутное масло для приготовления пищи и табак — все эти предметы ввозились из Маньчжурии.

### Одежда
Одежда манз шилась из синей или чёрной хлопчатобумажной ткани китайского производства, известной на Дальнем Востоке под названием дабы. Она состояла из рубахи, куртки и штанов. Во время работы в поле или на промысле использовались наколенники и головная повязка из той же дабы. В. К. Арсеньев сообщает о привычке манз-таёжников подшивать к поясу штанов (сзади) кусок козьей шкуры, спускавшийся до колен: такое приспособление позволяло присаживаться для отдыха в любом месте. Обувью манз служили улы — мягкие китайские сапоги, шившиеся из плотной ткани, войлока или шкур мелких копытных. В холодное время обувь прокладывалась сухой травой ула (кит. упр. 乌拉草, пиньинь wūlacǎo, палл. улацао). Зимняя одежда шилась из меха енота (енотовидной собаки), состояла из короткой куртки шерстью наружу и шапки с наушниками. Каждый манза обязательно имел собственную спальную подстилку (из войлока или звериной шкуры), которую носил с собой при перемещениях.

### Досуг
Досуг манзы посвящали курению табака и азартным играм. В местах компактного проживания китайцев существовали особые фанзы, игравшие роль казино со всеми принадлежностями для игры и персоналом, включавшим писаря, отвечавшего за бухгалтерию. При наличии средств, манзы охотно употребляли опиум.
По словам Н. М. Пржевальского, «бессемейная жизнь как нельзя более отражается на самом характере манз, и делает его мрачным, эгоистичным. Редко можно встретить сколько-нибудь приветливого манзу». Отсутствие в манзовских селениях женщин отражалось также на состоянии жилищ: многие наблюдатели отмечали, что порядок в хозяйстве сочетается у манз с бытовой неряшливостью. Известны случаи, когда китайцы брали в качестве наложниц представительниц местных малых народов. По наблюдениям И. П. Надарова, в начале 1880-х гг. из 256 манз Северного Приморья 26 имели сожительниц — нанаек и орочонок. Первые русские насельники Уссурийского края, с трудом приспосабливавшиеся к непривычным условиям и терпевшие колоссальные лишения, в 1860-х гг. нередко предоставляли манзам своих жен и дочерей в обмен на продовольствие. В 1861 г. манзы просили начальника Владивостокского поста Е. С. Бурачека «достать им жен».

### Земледелие
По мнению В. К. Арсеньева, манзы начали заниматься сельским хозяйством всего за 10—15 лет до появления в Уссурийском крае русских. Н. М. Пржевальский писал: «Главнейшее занятие всех оседлых манз есть земледелие, которое доведено у них до совершенства. Поля, находящиеся при их жилищах…, могут служить образцом трудолюбия, так что урожай хлеба, в особенности проса, составляющего главную пищу, бывает чрезвычайно велик, и обеспечивает годичное существование хозяина фанзы с его работниками». Помимо проса — гаоляна и чумизы (или буды), — выращивались ячмень, пшеница, кукуруза, фасоль и горох. Не менее развито было огородничество, дававшее урожаи капусты, огурцов, лука, чеснока, зелени, редьки, красного жгучего перца, бахчевых (тыквы и дыни). Небогатые манзы в небольших количествах выращивали табак, однако зажиточные китайцы предпочитали покупать маньчжурский табак. Обработка земли велась манзами в соответствии с принципами китайской агрокультуры. Зажиточные хозяева пахали землю китайской сохой при помощи быков (лошадей манзы считали непригодными для такой тяжелой работы). Беднота обрабатывала поля и огороды мотыгами, известными у русских под названием кайла. Поля зерновых у манз засевались бороздами и пропалывались так же, как огороды. При жатве применялись маленькие косы, снятый хлеб увязывался в снопы. В богатых фанзах для обмолота применяли катки из обрубков древесных стволов (с корой), в которые запрягали быков. Небогатые манзы молотили зерно ручными цепами. Ветряных и водяных мельниц манзы не знали, зерно мололи при помощи быков и мулов. Говядины и молочных продуктов манзы не употребляли, поэтому крупный рогатый скот использовался ими только как тягловая сила, наряду с мулами и, в меньшей степени, лошадьми.

### Винокурение
Ханшин производился манзами как для собственного употребления, так и для продажи. В начале 1860-х гг. только в окрестностях Владивостока действовало до 20 китайских винокурен, а продажа ханшина во Владивостоке доходила до 3 тыс. вёдер в год. Никаких акцизных сборов китайцы не платили. Е. С. Бурачек уже в 1862 г. считал безусловно необходимым запрещение китайской виноторговли. В 1879 г. в Южно-Уссурийском крае действовало 128 винокурен, производивших 64 840 литров водки, а в 1887 г. в крае действовало уже 143 завода производительностью 75 790 литров. Лучший ханшин манзы гнали из зерна гаоляна, низкосортный — из чумизы и картофеля. Получавшийся напиток имел крепость 50—55°, был гораздо дешевле русской водки и пользовался широкой популярностью как у аборигенного, так и у русского населения края.
Винокурня (кит. упр. 烧锅店, пиньинь shāoguōdiàn, палл. шаогодянь) представляла собой обычную фанзу, в одном из помещений которой оборудовались квасильные ямы и перегонный куб. Из 30 кг сусла получали около 15 л готового продукта, самые маленькие винокурни давали в год до 600 л ханшина. Масштабы, которые приобрело пьянство в русских селах и, в особенности, в казачьих посёлках правого берега р. Уссури, заставили администрацию Приморской области в начале 1880-х годов обратиться к мерам, запрещающим манзовское винокурение. Результатом этого стало развитие экспортного производства ханшина в приграничной полосе Маньчжурии и массовое распространение контрабанды спиртного. Искоренить китайское винокурение в Уссурийском крае также не удавалось.

### Охота

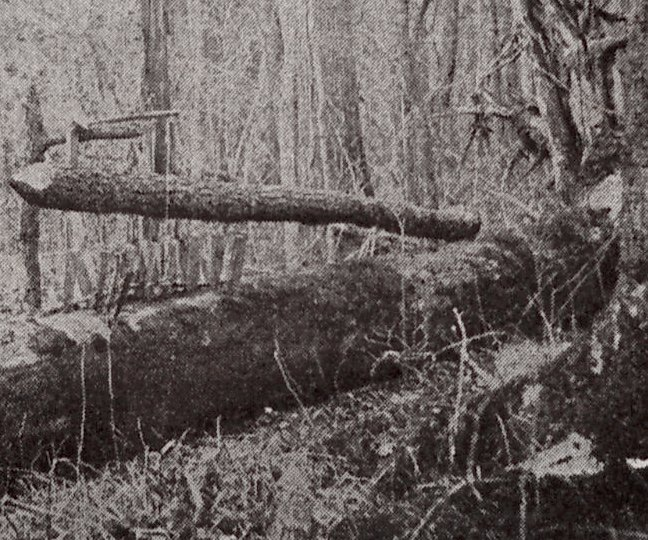
Манзовская традиционная ловушка на соболя, нач. XX в.

Н. М. Пржевальский отмечал, что количество манз-охотников невелико и уступает числу таковых среди «тазов и гольдов, не знающих земледелия». Если до 1880-х годов манзы и занимались охотой самостоятельно, то впоследствии, столкнувшись с запретительными мерами русской администрации, окончательно уступили промысел аборигенам и превратились в скупщиков добычи. В Уссурийском крае добывался соболь — особенно ценился манзами зверь, добытый в начале лета и имевший короткую шерсть. Е. С. Бурачек уже в 1865 г. выступал за запрет охоты на соболя с марта по июль (в период его размножения). В 1861—1862 гг. он даже требовал этого от южно-уссурийских манз, однако те отказались подчиниться, ссылаясь на отсутствие письменного приказа русского генерал-губернатора. Малые народы Приморья охотились на соболя исключительно зимой. В конце лета манзы охотились на барсука, выдру, хорька, лисицу, а осенью — на енотовидную собаку. Последняя добывалась не только ради меха, но и ради жира (цена добытого зверька доходила до 3 руб.). Манзы добывали панты — молодые рога изюбря и пятнистого оленя. Последний водился только в Южно-Уссурийском крае, его панты ценились в 3-4 раза дороже изюбриных. Пантовый промысел начинался с конца мая и заканчивался 20 июля. Лучшими считались панты, снятые в конце июня. За пару подобных рогов можно было выручить до 175 руб. Иногда оленей ловили живьем и держали в ожидании появления молодых рогов. Подобным образом животное могли использовать по несколько лет, однако «выращенные» рога ценились не дороже 80 руб. за пару. Зверя били на солонцах (искусственные приманки манзами не применялись). Хвост и жилы оленя считались среди китайцев лакомством; олений пенис находил применение в медицине Китая. Кабаргу китайцы добывали ради мускусной железы, прочих копытных — ради шкур и мяса. Для манз было характерно хищническое отношение к зверю (применение жестоких способов охоты; добыча стельных самок, плоды которых использовались в традиционной китайской медицине, и т. п.).

### Лесное дело и грибной промысел
Из Южного Приморья в Маньчжурию манзы вывозили строевой лес и древесину ценных пород (тис, орех, бархат амурский и др.). Крестьяне из окрестностей Никольска-Уссурийского в 1897 г. жаловались, что «в то время, как им безнаказанно нельзя вырубить кнутовище, китайцы, были примеры, вырубали безбилетно по тысяче сажен». Принципы лесного хозяйства были незнакомы манзам: они не задумываясь пускали на дрова молодые деревья и могли истребить целый лес из опасения перед хищными зверями. В горах, лежащих к западу от озера Ханка, манзы активно занимались заготовкой древесных грибов. Для этого ими вырубались ценные дубовые леса: стволы деревьев гнили в подлеске и служили субстратом, на котором разрасталась грибница. За 5—6 лет древесина полностью истлевала, после чего промысловики вырубали новый участок леса. Собранные грибы сушили в особых фанзах и вывозили в Маньчжурию по дороге, проходившей по долине р. Суйфун в направлении Нингута. Пуд (16 кг) сушёных грибов стоил на маньчжурском рынке 10—12 руб., что делало данный промысел весьма выгодным для манз. Эффективная борьба русских властей с истреблением лесов началась только в 1869 г. с формированием в посёлке Камень-Рыболов Уссурийской конной казачьей сотни.

### Сбор и выращивание женьшеня
В 1846 г. Де ла Брюньер называл женьшеневый промысел главным занятием уссурийских китайцев. В 1882—1883 г. только в Северном Приморье поисками корня занималось до 400 человек ежегодно, большая часть сборщиков приходила из Маньчжурии. Корень собирали в июле-августе. Наиболее ценились старые растения с листьями из 5-6 долей — корень такого женьшеня продавался не на вес, а поштучно. На севере Приморья центром торговли женьшенем был посёлок Има-хоуза на китайском берегу р. Уссури (против современного Дальнереченска), на юге — Владивосток. В 1884 году фунт культурного женьшеня стоил в Има-хоузе от 6 до 12 руб. серебром, дикого — от 85 до 1000 руб. В 1879 г. особенно крупный корень был продан в этом посёлке за 1500 руб.
Культура женьшеня была распространена в верховьях р. Уссури, в долине Сучана и некоторых других рек. Растение размножали семенами, но чаще корнями. Место для плантации выбиралось в укромных, тенистых и влажных уголках тайги. Длинные гряды (примерно 2×10 м) тщательно готовили к посеву, используя только чистый, просеянный чернозём. В летние месяцы гряды защищали от солнца холщовыми навесами, осенью — устраивали загородки от ветра. Зиму растения проводили в открытом грунте под снегом. Минимальный срок выращивания корня составлял 3 года.

### Производство опиума
Манзы активно употребляли опиум — как выращенный в крае, так и завезённый из Маньчжурии. Наркотик ввозили владельцы каботажных джонок; скупщики трепанга и морской капусты (как китайские купцы, так и иностранцы, проживавшие во Владивостоке). Опиум также поступал в край с обозами, следовавшими во Владивосток из г. Хуньчунь. Хотя опиекурение и не наказывалось русскими властями, статья 2541 Таможенного устава Российской империи изд. 1859 г. включала опиум в число товаров, запрещённых к ввозу из Китая. В 1876 г. это положение было исключено из новой редакции устава, однако провоз в китайских обозах наркотика продолжал преследоваться. Только однажды, в 1887 г., начальник Верхне-Монгугайского караула сотник Хасан изъял у хуньчуньских купцов опиума на сумму до 5 тыс. рублей.
Начало массового производства опиума манзами относится к 1880-м годам. Центром выращивания и переработки опийного мака были районы к востоку от Уссурийского залива (долины р. Сучан, Цемухе и окрестности залива Ольги). Опиум не только потреблялся на месте, в многочисленных опиекурильнях, но и вывозился в Китай. Последнее было запрещено ст.15 Правил для сухопутной торговли изд.1881 г. В 1896 г. факт массового производства опиума уссурийскими китайцами впервые отмечается владивостокской прессой. В том же году в долине Сучана мак успешно вытеснял посевы других культур. Золотник опиума-сырца стоил 60 коп., с десятины макового поля владелец получал 270—300 руб. В 1897 г. С. Н. Браиловский был направлен Приамурским генерал-губернатором края С. М. Духовским в командировку с целью изучения ситуации с опиекурением в крае. Браиловский сообщал, что владельцы опиекурилен платили полицейским до 1000 руб. в месяц за «покровительство».
Масштабы производства опия ещё более выросли в начале XX в. К 1908 гг. курение опия стало распространяться среди русского населения края. В 1906 г. в Ольгинском уезде маковыми плантациями было занято 80 десятин. Золотник обработанного опиума стоил в крае от 1 руб. до 1 руб. 20 коп. С 1907 г. начали действовать административные меры против опиекурения, ужесточившиеся в мае 1910 г. С мая по октябрь этого года во Владивостоке было ликвидировано 83 китайских наркопритона. Несмотря на это, летом 1911 г. в Ольгинском уезде маком было засеяно уже 710 десятин (430 — китайцами, 280 — корейцами). Опий-сырец сбывался скупщикам по цене 8-10 руб.за фунт. Владельцами земли во всех случаях выступали русские подданные, сдававшие её в аренду манзам и корейцам. Доходные плантации привлекали бандитов, что заставило крестьян ряда волостей Ольгинского уезда в 1910—1911 гг. решением сельских сходов запретить китайцам выращивание мака.

### Старательство
Манзы знали о наличии золота в Уссурийском крае задолго до появления там русских. Н. М. Пржевальский помещал основной район манзовской золотодобычи в пространстве между Уссурийским заливом и р. Сучан. В 1867—1868 гг. он видел там следы промывок, на которых «росли дубы более аршина в диаметре». Горный инженер Баснин в 1868 г. видел следы старых разработок на о-вах Аскольд и Путятина. К 1880 г. манзам были известны в крае «17 приисков и 133 несомненных местонахождений золота». Наибольшую известность получила деятельность манз-золотоискателей на острове Аскольд, продолжавшаяся до 1875 г. Первая попытка русской администрации ограничить китайское старательство вызвала в 1868 г. крупные возмущения (т. н. Манзовская война). В 1865 г. манзы активно разрабатывали россыпи в долине реки Сяо Суйфун близ границы с Китаем. Даже в начале 1880-х гг., после неоднократных запрещений со стороны администрации Приморской области, манзы продолжали самовольную промывку золота. Нередко после разведки и отвода золотоносных участков русским промышленникам, манзы вели на них хищническую разработку, загромождая прииск отвалами пустой породы. Добытый металл в основном сбывался китайским купцам, занимавшимся скупкой морской капусты на побережье края.

### Морские промыслы

#### Добыча морской капусты и трепанга
В 1867 г. вывоз этих продуктов из Владивостока и Посьета в Китай составил 300 тыс. рублей. В 1869 г. в Уссурийском крае (от Посьета до залива Пластун) было добыто 360 тыс. пудов морской капусты. Добытая капуста (кит. упр. 海菜, пиньинь hǎicài, палл. хайцай) и трепанг (кит. упр. 海参, пиньинь hǎishēn, палл. хайшэнь) заготовлялись в ожидании вывоза в Посьете, Владивостоке, заливах Находка, Св. Ольги и бухте Преображения. Основными скупщиками были китайские судовладельцы, которые в 1860—1870-х гг. активно пользовались посредничеством владивостокских купцов (в частности, американца Генри Купера), а впоследствии предпочитали действовать самостоятельно.
Каждую зиму в городах Хуньчунь и Нингута формировались артели промысловиков, которые в марте отправлялись в Уссурийский край двумя путями. Морской вёл из устья р. Туманган в Посьет и далее на восток. Главный сухопутный вёл из Хуньчуня до села Раздольного и далее — на р. Сучан и Цемухе. За счёт ловцов китайское население края летом увеличивалось на 3-4 тыс. чел. Промысел вёлся во всех мелководных бухтах, укрытых от волнения. Наиболее ценились водоросли, добытые в период с конца марта до середины июня. Морскую капусту добывали деревянными вилами, сушили и связывали в пучки весом 16-32 кг. Трепанга перед сушкой варили в морской воде. На каждом участке добыча велась не более 1 сезона, после чего следовал перерыв на год. Промысел завершался в сентябре, после чего большинство ловцов возвращалось в Маньчжурию. В заливе Посьет существовало особое место на косе Чурхадо (Назимова), где зимой хранилось до 1 тыс. промысловых лодок. В юго-западной части Приморья часть ловцов оставалась зимовать в китайских селениях долины р. Сучан.
В 1860-х гг. русские власти приветствовали морские промыслы китайцев, считая их полезными для торговли края. После учреждения в 1867 г. Сибирского удельного имения и передачи части Южно-Уссурийского края в его распоряжение, в 1869 г. был поставлен вопрос об обложении морских промыслов на удельной территории особым сбором. Таковой взимался в 1870—1873 гг. в Находке и заливе Ольги с китайских и русских скупщиков морской капусты, стоимость полугодового разрешения в 1870 г. составляла 188 руб. 75 коп. В 1877 г. генерал-губернатор Вост. Сибири барон П. А. Фредерикс указывал на «желательность обложения вывозимых из Приамурья в Китай морской капусты и других продуктов, добываемых здесь манзами, особой пошлиной и самих манз — сбором в размере от 50 коп. до 1 рубля с каждого рабочего в возрасте между 18 и 60 годами». Обложение вывоза морепродуктов было введено в 1885 г. В конце десятилетия только в заливе Ольга ежегодные сборы с ловцов морской капусты давали от 10 до 13 тыс. рублей. 6(18) февраля 1891 г. военным губернатором Приморской области были впервые утверждены «Временные правила о сборе пошлин за право промысла трепангов, раков и крабов в Южно-Уссурийском крае». За промысел трепанга в сезон следовало уплатить в канцелярию лесничества во Владивостоке по 6 руб. с каждой лодки, за промысел ракообразных — 26 руб. Инициатива встретила пассивное сопротивление промысловиков. В 1899 г. были изданы «Временные правила для производства морских промыслов в территориальных водах Приамурского генерал-губернаторства».

#### Солеварение
Манзы выпаривали соль в зимнее время из морской воды. Недалеко от берега в припайном льду делали прорубь, а рядом ставили лодку. Последнюю наполняли водой и периодически снимали образующийся слой льда. Полученный в результате насыщенный рассол выпаривали в котлах на огне. Соль производилась для внутреннего употребления и стоила дорого: в 1861 г. около 50 кг соли оценивались в сумму от 4 до 8 руб.

### Ломовой извоз и каботажное судоходство

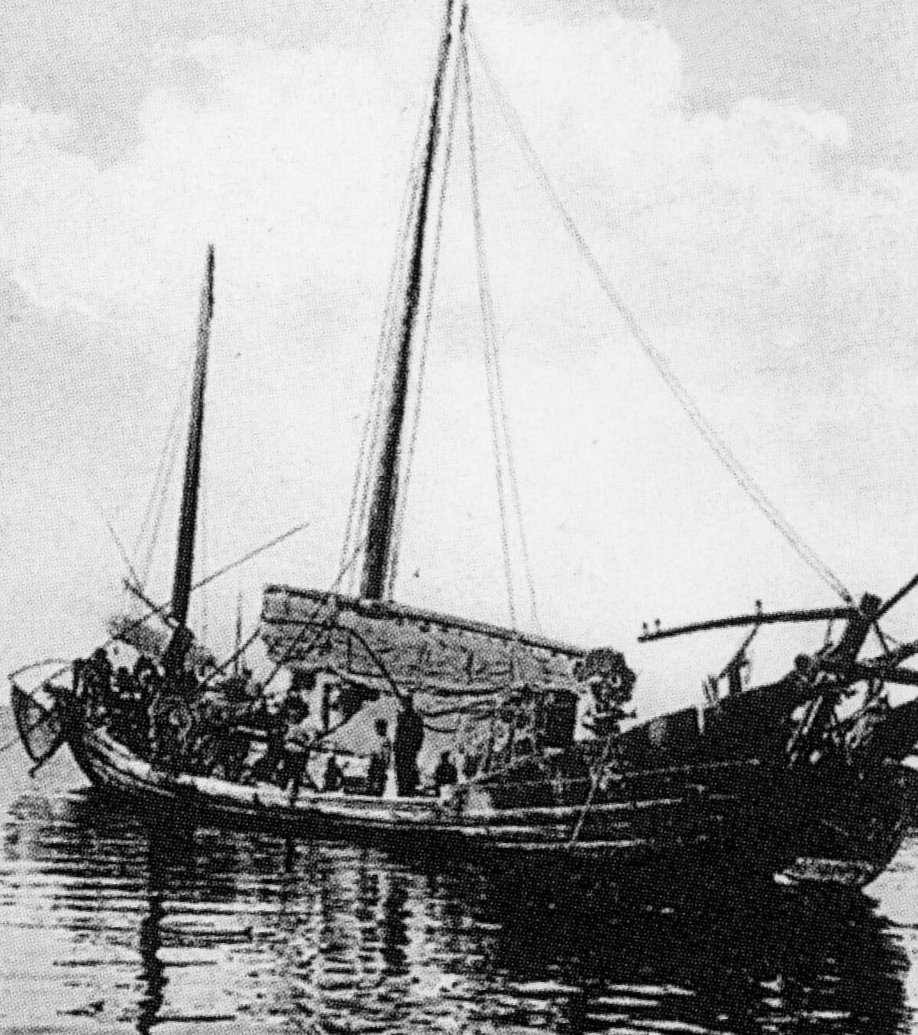
Крупная китайская джонка в гавани Владивостока, нач. XX в.

Доставка грузов (преимущественно продуктов питания) из Маньчжурии в Уссурийский край в конце XIX в. осуществлялась по двум главным дорогам: Хуньчунь—Владивосток и Санчагоу—Полтавка—Никольск-Уссурийский. Китайцы не знали саней и круглый год возили товары на тяжёлых телегах, запрягаемых 6-10 лошадьми. Вес перевозимого груза мог превышать 1,5 т. Тяжёлые повозки сильно портили дороги (особенно в зимнее время), что заставило русские власти в 1896 г. запретить зимний тележный извоз китайцев между Полтавкой и Никольск-Уссурийским. В начале 1894 г. группа владивостокских обывателей просила городскую управу ограничить монополию китайских ломовых извозчиков «в пользу их, мещан». В прибрежных водах Приморья был распространен китайский каботаж, использовавший лодки и джонки различного типа и размера. Суда строились китайцами на импровизированных верфях во Владивостоке и различных пунктах залива Петра Великого.

Манзы — эти исконные рутинеры, — строят свои суда по особому типу, противоречащему всяким требованиям мореплавания, и только неизвестность и невозможность учёта не позволяет сказать цифру ежегодной гибели этих судов. Ясно поэтому, что и все судостроение из нашего же леса (говорят, что у Бычьей бухты, вглубь страны, расположены целые селения китайских судовщиков, строящих китайские суда…) находится тоже в их руках.

Грузоподъёмность крупных джонок колебалась от 5 до 100 тонн. В течение всей навигации эти суда находились в непрерывном движении, делая до 20 заходов в каждый порт своего маршрута. В 1889 году были опубликованы «Правила об обложении особым сбором иностранных судов, занимающихся каботажем на русском побережье Тихого океана», изданные Приамурским генерал-губернатором. Пункт 10-й устанавливал размер сбора с китайских и корейских судов, работающих в русских водах к северу от устья реки Туманган. С крупных джонок грузоподъёмностью свыше 600 пудов взималось 15 руб., со средних (свыше 100 пудов) — 5 руб. Сбор уплачивался единовременно с началом навигации, взамен судовладельцу выдавалась квитанция и металлический жетон (последний полагалось держать на видном месте для облегчения проверки). Повторное взимание сбора при переходе из одного прибрежного района в другой запрещалось. Обложению подлежали также промысловые суда китайцев и корейцев. Данные правила соблюдались только теми судовладельцами, которые часто посещали Владивосток и крупные прибрежные поселки, где имелись полицейские власти. Китайский каботаж (равно как и прочий иностранный) был запрещён на российском Дальнем Востоке в 1910 г., однако окончательно исчез только в советский период.

## Правовое положение и проблема подсудности
В соответствии со статьёй 7 Айгунского договора 1858 года, а также статьями 1, 8 и 10 Пекинского договора 1860 года, русское правительство обязалось покровительствовать китайским подданным, оседло проживающим на вновь приобретённых территориях и согласилось с правом этих лиц на подсудность китайским властям. В период подписания указанных договоров никаких данных о реальном количестве манз и их занятиях не было. Отказ от юрисдикции над подданными соседней державы, по условиям договоров 1858 и 1860 гг., носил взаимный характер и преследовал цель защиты российских подданных (купцы, духовенство, дипломаты), проживавших в Китае. По мере освоения Уссурийского края русская администрация столкнулась с необходимостью обуздания китайской преступности (хунхузничества) и защиты природных ресурсов от хищнической эксплуатации манзами. Решение этих задач в условиях неподсудности китайцев русским властям оказалось невозможным. Попытки применения к китайцам административных мер вызывали протест правительства Цинской империи, которое считало возможным применение договорных статей не только к оседлым манзам, но и к маньчжурским отходникам, проникавшим в Уссурийский край после 1860 г. Проблема подсудности уссурийских китайцев была разрешена 8 (21) июня 1882 г., когда Высочайшим повелением вся юрисдикция над китайцами, проживающими в крае, была сосредоточена в ведение учреждённого этим актом Окружного суда в г. Владивостоке.
«Правила для поселения русских и иностранцев в Амурской и Приморской областях Восточной Сибири», Высочайше утверждённые 26 марта (8 апреля) 1861 г., предоставляли всем желающим, независимо от подданства, право на получение в Уссурийском крае земельного надела площадью до 100 десятин. В течение 20 лет поселенец мог пользоваться этой землёй безвозмездно и лишь по истечении данного срока мог быть обложен «оброчной платой».
С 1869 г. манз обязали иметь «билеты» (паспорта), выданные русской администрацией, однако «трудность уследить за всеми ими делала паспортную систему бесполезной». Фактически, «билеты» выдавались во Владивостоке любому китайцу при уплате сбора в 1 руб., никаких проверок благонадёжности не практиковалось.
1 (13) мая 1885 г. были введены особые паспортные правила для китайских подданных в Приморской области. Доступ китайцев на российскую территорию разрешался только через определённые пункты и только при наличии китайского паспорта. С каждого приезжающего взимался сбор 1 р. 20 коп. (+30 коп. местного сбора). В случае нарушения правил взимался штраф 5 руб. В 1899 г. размер паспортного сбора был повышен до 5 руб., в 1914 г. — до 10 руб.
22 ноября (3 декабря) 1886 г. — Высочайше утверждено предложение Комитета министров о воспрещении китайцам и корейцам «селиться на пограничных с Китаем и Кореей местностях».
17 (30) мая 1888 г. — Высочайше утверждено мнение Государственного Совета, предоставлявшее Приамурскому генерал-губернатору право в течение 10 лет:
- Устанавливать размер оброчной подати с китайцев и корейцев за пользованием казёнными землями.
- Облагать особым сбором тех китайцев и корейцев, которые не владеют недвижимостью и не производят торговых оборотов.
- Принимать китайцев и корейцев в русское подданство.

Данному постановлению был придан характер закона (ст. с344 Учр. Сиб.), начиная с 1901 г. его действие неоднократно продлевалось.
18 июня (1 июля) 1892 г. было Высочайше утверждено мнение Госсовета о воспрещении иностранцам приобретать землю в Амурской и Приморской областях.
В 1906 г. администрация Приморской области запретила аренду китайцами и корейцами казённых земель. 21 июня (3 июля) 1910 г. был принят «Закон об установлении в пределах Приамурского генерал-губернаторства и Забайкальской области Иркутского генерал-губернаторства некоторых ограничений для лиц, состоящих в иностранном подданстве». Данный акт запрещал китайцам работу на казённых стройках и получение казённых подрядов.

## Отношения манз с русской администрацией и русским населением края
В первые годы после присоединения края отношение русской администрации к манзам было весьма благожелательным. В 1862 г. генерал-губернатор Восточной Сибири М. С. Корсаков вел переписку с русской миссией в Пекине по вопросу о «доставлении сосланным в Южно-Уссур. край китайским подданным без жен и без прав жениться, средств к жизни семейной, ради упрочения и усиления этого трудолюбивого и развитого класса населения». К началу 1870-х гг. взгляды властей изменились на прямо противоположные, сформировав отношение к манзам, как к «массе бездомного китайского люда», живущего случайными заработками, таёжными и морскими промыслами, хищнической золотодобычей или мелочной торговлей, в которой китайцы опять-таки проявляют «склонность к мелкому плутовству и недобросовестности». Формированию негативного образа манз в глазах русской администрации способствовали закрытость китайского сообщества, отсутствие эффективных средств контроля за перемещением манз и их хозяйственной деятельностью. В свою очередь манзы, ощущая слабость русского влияния в крае, продолжали считать себя подданными Цинской империи и игнорировали суверенитет России там, где это было возможно. За исключением немногочисленной прослойки богатого городского купечества, уссурийские китайцы почти не вступали в контакт с русскими властями, не пользовались услугами русской почты и банков, не обращались за помощью к полиции. После 1868 г. манзы старались избегать враждебных действий в отношении русских. В сельской местности отношения между китайскими и русскими крестьянами были достаточно мирными, даже несмотря на то, что от манз зачастую требовали освобождать возделанные угодья для прибывающих переселенцев. В городах края китайцы, наряду с представителями др.азиатских народов, являлись объектом хулиганских действий со стороны низших слоев русского населения. Ни русские, ни манзы не проявляли стремления к взаимной интеграции. На почве отчужденности китайцев в русской среде господствовало убеждение в том, что «все манзовское население — поголовно хунхузы, никогда не задумывающиеся над грабежом и убийством». Несмотря на это все русское население края пользовалось услугами манз в сфере мелкой розничной торговли и бытового обслуживания. В целом китайские торговцы пользовались дурной репутацией, однако имеются и другие мнения. Так, корреспондент газеты «Владивосток» в 1888 г. сообщал из села Новокиевского: «Кроме двух русских купцов у нас имеется и двое китайских. Общий отзыв тот, что гораздо лучше иметь дело с китайцем, чем с русским; первый, по крайней мере, если и продаст такую же дрянь, какая имеется и у русского, то, во всяком случае, относится к своему делу в высшей степени честно». Азиаты (не только китайцы) нередко сталкивались с обманом со стороны русских клиентов при расчёте за покупки, услуги и даже казённые подряды. На местном арго китайцы именовались фазана́ми или фырганами.

### Известные конфликты
«Манзовская война» 1868 г. была первым крупномасштабным конфликтом между китайскими и российскими подданными на российской территории.
В ноябре 1875 г. в долине р. Цемухэ возник бытовой конфликт между местными манзами, собравшимися на праздник к своей кумирне, и старостой русской деревни Шкотовой. Последний вымогал у китайцев «подарки», за что в итоге был избит. На следующий день староста послал во Владивосток сообщение о том, что на Цемухэ собралось до 1000 манз, которые вооружаются и угрожают русским резнёй. Владивостокское начальство выслало в Шкотову отряд, начальник которого 5 (18) декабря 1875 г., под влиянием слухов, доносил о 5-тысячном манзовском «войске», предводители которого вербуют среди сучанских манз мятежников и запасают провиант для похода на Владивосток. Для проверки сведений был послан чиновник, который с 6 по 11 декабря 1875 г. объехал манзовские селения в окрестностях Шкотовой и убедился в беспочвенности страхов. По другой версии, в декабре 1875 г. в долине Цемухэ действительно наблюдалось скопление большого числа китайских отходников, не имеющих определённого занятия. Вместе с местными манзами они якобы активно вооружались, для чего устроили даже небольшую литейную мастерскую. Для выяснения обстановки на Цемухэ была направлена часть постовой команды из Посьета, 5 декабря прибывшая в д. Шкотову. Узнав о выступлении отряда, цемухинское ополчение разбежалось. Вызвав к себе манзовских старшин Цемухэ и Сучана, командир русского отряда получил заверения, что формируемая китайская милиция призвана защищать манзовское население от хунхузов. 5-11 декабря отряд обошёл все манзовские селения, не обнаружив признаков мятежа.
18 (31) марта 1882 г. «старшина Лин-гуй» собрал более 300 сучанских манз на сходку и объявил, что китайской правительство назначило его начальником всех китайцев, живущих от деревни Шкотовой до залива Ольги. Лин-гуй предъявил соответствующие документы и «белый хрустальный шарик» — отличительный знак цинского чиновника. В скором времени на Сучане было сформировано манзовское ополчение численностью до 240 ружей, опираясь на которое Лин-гуй творил суд и взимал подати. Манзы отказались подчиняться поручику Л. А. Кропоткину, требовавшему от них освободить земельные наделы, отведённые в 1878 г.крестьянам д. Шкотовой. Получив донесение начальника Сучанского участка, военный губернатор Приморской области И. Г. Баранов приказал направить в долину Сучана экспедицию: полусотня под командованием подполковника Винникова выступила из Никольского, а рота полковника Рябикова морским путём прибыла в устье реки и направилась навстречу первому отряду. Для контроля за действиями военных с Винниковым следовал начальник Суйфунского округа П. А. Занадворов. Поход проходил в сложных условиях весенней распутицы. Лин-гуя задержать не удалось, манзовское ополчение было разоружено, самовольно занятые китайцами земельные угодья были переданы поселенцам.
«Калиновская резня» 1885 г. В 1885 г. 6 крестьянских семей, прибывших в Приморье в рамках государственной переселенческой программы, поселились в 15 км от д. Владимировки, на берегу реки Сучан, образовав деревню Калиновка. В ночь на 20 июня (3 июля) 1885 г. на деревню напали неизвестные китайцы, убившие 7 и ранившие 14 крестьян (двоих смертельно). Погибло 4 детей. Встретив отпор, нападавшие бежали в направлении манзовского селения, находившегося по соседству с Калиновкой. При обыске последнего, в фанзах было обнаружено оружие и задержано 12 подозрительных китайцев. Приамурский генерал-губернатор Андрей Корф принял решение выселить манз из Сучанской долины — для этой цели на Сучан был послан чиновник особых поручений, статский советник Аносов. Военная команда в деревне Шкотовой была усилена 50 рядовыми и 5 унтер-офицерами 1-й Восточно-Сибирской стрелковой бригады. Полусотня 5-й сотни 1-го конного полка Забайкальского казачьего войска образовала несколько наблюдательных постов между деревней Шкотовой и устьем Сучана. Меры усиления были сняты лишь в 1888 г. При выдворении сучанских манз приставом Марковым были по ошибке выселены несколько семейств «окитаившихся тазов». Часть китайцев, выселенных с Сучана, образовала в окрестностях залива Ольги селения Пусун, Тауха, Сеуха и Шедуха. Спустя годы после выдворения их население демонстрировало враждебность в отношении русских.
«Судзухинский поход» лесной стражи в марте 1896 г. В середине марта 1896 г. отряд лесной стражи Сучанского лесничества в составе 11 чел. под начальством Н. А. Пальчевского выступил на р. Судзухэ «с целью лесоустройства и приведения в порядок государственных имуществ». С каждой китайской фанзы стражники требовали по 5 рублей за печь, по 2 руб. 40 коп. за десятину распаханной земли, по 40 коп. за каждую голову рогатого скота и по 50 коп. за лошадь. Фанзы, жители которых не могли немедленно внести требуемую сумму, сжигались со всем имуществом и припасами. Таким образом за 4 дня было уничтожено 12 фанз. На просьбы китайцев об отсрочке для сбора требуемых денег, Пальчевский отвечал, что действует «по приказу царя». Манзы подали жалобу приставу Сучанского полицейского участка. Инцидент стал предметом оживлённой дискуссии на страницах приморской прессы (газета «Дальний Восток» оправдывала лесничих, «Владивосток» сочувствовал манзам). В итоге Н. А. Пальчевский был переведен с Сучана на должность островного лесничего.

## Стихийное самоуправление и элементы военной организации манз
В 1867 г. Н. М. Пржевальский отмечал, что «все оседлые манзы имеют своё собственное, организованное управление». Выборный «старшина» имелся в каждой деревне, под его «юрисдикцией» находились отдельные фанзы в окрестностях селения. Старшина выбирался на общей сходке жителей на определённый срок и мог быть смещен в случае проступка. Деревенский старшина имел право разбирать мелкие споры односельчан. Для суда по тяжким преступлениям выбирался главный старшина — тайе (кит. трад. 太爷, пиньинь tàiye, палл. тайе). Его власть распространялась на целые районы края. Тайе имел 4 помощников и налагал взыскания вплоть до смертной казни. Кроме того, тайе ведал делами связи между различными селениями своей округи и даже организовывал подобие почты. Полномочия тайе не ограничивались внутриманзовскими отношениями. В истории Приморья известны многочисленные случаи, когда от позиции тайе зависело выполнение тех или иных планов русской администрации. Впервые с этим столкнулся ещё в 1861 г. Е. С. Бурачёк, когда обнаружил, что цемухинские манзы отказываются продавать команде поста Владивосток мясо из-за запрета местного главного старшины. Ограничение манзовского самоуправления входило в число первоочередных задач русских властей Уссурийского края в 1860-х гг. Недостаток административных средств вынуждал действовать постепенно. Поначалу институт старшин сохранялся, однако избранное лицо подлежало утверждению военным губернатором Приморской области (позже — Владивостокским военным губернатором). У старшин было отобрано право наказания виновных в тяжких преступлениях. После разделения Уссурийского края на округа и, далее, на уезды и прочее, выборное самоуправление сохранилось в наиболее отдалённых местах проживания манз, где окончательно исчезло уже в XX в.
Ещё одной формой стихийной организации манз были разного рода побратимские союзы и нелегальные общества. В 1907 г. чиновник особых поручений при Приамурском генерал-губернаторе А. М. Казаринов, посланный на реку Иман для расследования притеснений аборигенных народов китайцами, случайно раскрыл существование китайского общества «Гунъихуэй» (кит. трад. 公益会, пиньинь Gōngyì huì — «Общество взаимопомощи» или «Общество взаимной выгоды»). Оказалось, что общество, контролировавшее скупку и вывоз в Китай пушнины, женьшеня и другой промысловой продукции, охватывало всю территорию края и действовало, по меньшей мере, с 1881 г. Другие китайские общества действовали с ведома русских властей — к таковым относилось Главное владивостокское китайское торговое общество (кит. упр. 海参威华商总会, пиньинь Hǎishēnwēi huáshāng zǒng huì, палл. Хайшэньвэй хуашан цзунхуэй), имевшее филиалы в Никольске-Уссурийском, Спасске, Камень-Рыболове, Имане и Хабаровске. Независимо от статуса, все подобные объединения преследовали цель сохранения обособленности манзовского населения, обеспечения его экономических интересов и поддержания связей с Китаем (в том числе и политических). В. К. Арсеньев утверждал, что китайские торговые общества и общества взаимопомощи существуют «во всех более или менее крупных населённых центрах, где только есть лавки китайцев». Он же писал, что «все китайские торговые общества в Уссурийском крае находятся в полнейшей зависимости от шанхайского Объединённого общества коммерсантов» (кит. упр. 连合会, пиньинь Lián hé huì, палл. Лянь хэ хуэй).
В 1891 году приамурский генерал-губернатор А. Н. Корф сделал попытку подчинить китайские объединения русскому контролю путём создания так называемых Китайских общественных управлений в Хабаровке, Владивостоке и Никольске-Уссурийском. В обязанности управлений входило ознакомление манз с российскими законами, оказание помощи в контроле над деятельностью китайцев, выявление и наказание преступников. Вскоре выяснилось, что общественные управления не только не помогают бороться с криминалом, но и занимаются укрывательством преступников. В 1897 году китайские общественные управления были ликвидированы.
В отдалённых уголках Уссурийского края манзовское самоуправление содержало элементы военной организации в виде добровольческих формирований, вооружавшихся и содержавшихся на средства манзовских общин. Основными целями существования подобных отрядов были обеспечение власти старшин и защита китайского населения от хунхузов. В плотно населённых китайцами районах вооружённые формирования могли насчитывать в своих рядах до нескольких сотен человек. В. К. Арсеньев писал об одном таком человеке — охотничьем старшине Чжан Бао, который боролся с хунхузами в районе поселка Пластун, заодно помогая ему в экспедициях.

## Манзы и хунхузничество
Манзовское население находилось в сложных отношениях с хунхузами, шайки которых частично формировались на территории края, частично — приходили с территории Маньчжурии. Манзы были главным объектом нападений хунхузов, так как последних привлекали прежде всего продукты чисто китайских промыслов — старательства, сбора и культивирования женьшеня, выделки опиума. Оседлые манзы-земледельцы вынуждены были существовать у хунхузов «на постоянном подневольном откупу», снабжая бандитов продовольствием и экипировкой. От хунхузов страдало также и корейское население края. На русских хунхузы нападали реже, преимущественно в виде мести за преследование или донос властям. В крупных населённых пунктах хунхузы часто грабили китайские торговые заведения, стараясь захватывать хозяев в заложники для получения выкупа. Таким образом нарушались общественный порядок и работа торговли. В городах содержатели китайских ночлежек, опиекурилен и игорных домов в зимние месяцы были вынуждены предоставлять кров хунхузам, покинувшим таёжные убежища.
Помощь манз хунхузам не всегда носила принудительный характер — зачастую те и другие были связаны узами побратимства (кады). Кроме того, часть манз, не имевших успеха в делах, пополняла хунхузские шайки — особенно это было характерно для таёжных промысловиков, сильно зависевших от сезонных условий охоты и имевших оружие.

## Дальнейшая судьба
Первоначально после присоединения края к России процесс его сельскохозяйственного освоения китайцами активизировался. Этому способствовало, с одной стороны, увеличение числа потребителей аграрной продукции за счёт расквартированных в крае русских войск, а с другой — отсутствие русского крестьянского населения. Однако уже в 1873 г. М. И. Венюков писал, что китайцы «без сомнения, исчезнут скоро из края, если дальнейший прилив их из Маньчжурии будет прекращен». К 1884 г. в Южно-Усс.крае оседло проживало до 13 тыс. китайцев, однако в это же время китайская колонизация Приморья начинает ослабевать. Основными причинами этого стали негативная репутация манз в глазах новых хозяев края, переселенческая политика русского правительства и ответные меры цинских властей по привлечению китайских крестьян на жительство в Маньчжурию. Примерно с 1885 г. численность оседлого манзовского населения Приморья начала сокращаться, а в конце XIX в. «основу китайской диаспоры в Уссурийском крае составляли уже не автономно проживающие земледельцы и промысловики, а расселившиеся в русских деревнях ремесленники, наемные рабочие и торговцы». Согласно данным Первой всеобщей переписи населения Российской империи 1897 г., на всю Приморскую область насчитывалось 31157 китайцев. В 1909—1910 гг. Амурская экспедиция Н. Л. Гондатти выявила в Приморской области «около 10 китайских деревень в Ольгинском участке и отдельные фанзы по всей области». В то же время В. К. Арсеньев высказывал сомнения в достоверности данных статистики, утверждая, что «с 1905 по 1910 гг.в городах, урочищах, селах и деревнях Уссурийского края китайских купцов и рабочих…было около 130000 чел.; хлебопашцев и огородников по всей стране — 200000 и манз-охотников, постоянно живущих в горах, около 15000 человек».
По данным последней царской переписи населения Дальнего Востока, проводившейся в июне 1915 г., на территории Приморского переселенческого района (Уссурийский край, Сахалин, устье Амура и Бирский район Амурской области) постоянно проживало 8198 китайцев, занимавших в основном Посьетский район и южную часть Ольгинского уезда в Уссурийском крае. Китайцы сильно уступали в числе корейцам, которых насчитывалось 43886 чел. В целом по Приморской области представители азиатских народов составляли 15,5 % населения, при этом в российском подданстве состояло всего 1,2 % «жёлтых». В советский период китайское население Дальнего Востока ещё более сократилось: в 1989 г. здесь насчитывалось всего 1742 постоянно проживающих китайца.
До 1972 г. на карте Приморья сохранялось множество топонимов, связанных с манзами, в том числе:
- Река Манзовка в Октябрьском районе (совр. Пересыхающая)
- Гора и река с одинаковым названием Манза в Пожарском районе (соотв., Береговая и Путаная)
- Поселок Манзовка (Сибирцево) и озеро Манзовское (Долгое) в Чугуевском р-не[113]

## Известные манзы
- Ли Гуй (кит. упр. 李贵, пиньинь Li Guì, палл. Ли Гуэй, ок.1820-?) — «старшина» манзовского населения долины р. Сучан в 1860—1880-х гг. Поселился на Сучане ок.1850 г. Был женат на удэгейке, владел богатым хозяйством. В январе 1868 г. поставлен во главе манзовского населения долины Сучана по распоряжению нач. Суйфунского округа подполковника Я. В. Дьяченко. По окончании Манзовской войны утвержден администрацией Приморской области, получил «жалованный кафтан» от генерал-губернатора Восточной Сибири Н. П. Синельникова. В мае 1880 г. арестован после конфликта со штабс-капитаном Наперстковым, посланным на Сучан для смены ниж.чинов местной военной команды. Обратился с прошением на Высочайшее имя, которое успеха не имело. Признан российским подданным с санкции генерал-губернатором Вост. Сибири Д. Г. Анучина, подвергнут высылке в северные районы Приморской области. Не дожидаясь этого, бежал из-под стражи в Маньчжурию[114].
- Цзоу Пэйчжэнь (кит. упр. 邹培贞, пиньинь Zōu Péizhēn, ?-после 1896). Имя произносилось русскими, как Сопутин, Супитин, но чаще Супутин. В 1859 г. на месте Уссурийска «стояло несколько китайских фанз, принадлежавших богатому китайцу Супутину, именем которого и ныне зовется там речка Супутинка. Нельзя не вспомнить этого старика, сделавшего для русских много хорошего. Так, например, он впоследствии не только давал у себя безвозмездный приют всем проезжающим, но и кормил бесплатно целые роты и снабжал ещё провиантом на дорогу. При бывшем вскоре нападении хунхузов Супутин был ими окончательно разорен».[115] Во время Манзовской войны старший сын Супутина был переводчиком и проводником при отряде подполковника Маркова, участвовал в бою 29 мая (11 июня) 1868 г., «отлично стрелял и с наслаждением бежал в атаку».[116] Вскоре после Манзовской войны Супутин женился на русской женщине и принял православие под именем Михаила Супутина. Он долгое время проживал в Никольске-Уссурийском и имел награды от русского правительства. Дочери Супутина вышли замуж за русских чиновников. Один из его сыновей служил на Уссурийской ж/дороге, однако, по неизвестной причине, покончил с собой.[117] Цзоу Пэйчжэнь — единственный манза, чье имя до 1972 г. сохранялось на карте Приморья в названиях р. Супутинки (Комаровка), д. Супутинки (Долины) и Супутинского заповедника (ныне Уссурийский заповедник).
- «Седанка» (1860-е гг.). Полулегендарный седой старик-манза, живший на берегу Амурского залива в первые годы существования Владивостока. Купец Я. Л. Семенов, подружившись с китайцем, прозвал его Седанкой. «В былое время говорили не пойдем или поедем „на Седанку“, а поедем „к Седанке“».[118] Прозвище сохранилось в обиходном названии современного пригородного микрорайона Седанка.
- Цзи Фэнтай (кит. упр. 纪凤台, пиньинь Jì Fèngtái, ум. в 1910 г.) — более известен как купец Тифонтай, в годы Русско-японской войны — один из главных снабженцев российской армии. Проживал в Хабаровске, однако имел обширные интересы в Уссурийском крае и пользовался среди манз большим авторитетом.[119]